# Edward Tiffin
Edward Tiffin, född 19 juni 1766 i Cumbria, England, död 9 augusti 1829 i Ross County, Ohio, var en engelsk-amerikansk politiker. Han var delstaten Ohios förste guvernör 1803-1807. Han representerade sedan Ohio i USA:s senat 1807-1809.
Tiffin flyttade 1784 till USA. Han arbetade som läkare i Charles Town och flyttade 1796 till Chillicothe i nuvarande Ohio.
När Ohio 1803 blev delstat, valdes demokrat-republikanen Tiffin till guvernör. Han efterträdde 1807 Thomas Worthington som senator. Tiffin avgick 3 mars 1809 Stanley Griswold blev utnämnd till senaten.
Tiffin var talman i Ohio House of Representatives, underhuset i delstatens lagstiftande församling, 1809-1811.
Tiffins grav finns på Grandview Cemetery i Chillicothe.